# Xylopia discreta
Xylopia discreta là loài thực vật có hoa thuộc họ Na. Loài này được (L.f.) Sprague & Hutch. miêu tả khoa học đầu tiên năm 1916.